# Razan al-Najar
Razan Ashraf Abdul Qadir al-Najjar (13 de septiembre de 1997-1 de junio de 2018), fue una enfermera voluntaria palestina en el Ministerio de Salud de la Franja de Gaza. Era la mayor de los seis hijos de Ashraf al-Najjar (1974-) y residía en Khuza'a, un pueblo cerca de la frontera con Israel.
Un francotirador israelí le disparó en el pecho mientras trataba de ayudar a evacuar a los heridos cerca de la valla fronteriza de Israel con Gaza. Una investigación de The New York Times reveló que una bala disparada por un francotirador israelí contra la multitud impactó en el suelo justo al lado de al-Najjar y sus fragmentos le atravesaron el pecho, hiriendo además a dos enfermeras más. Según The New York Times, «el disparo parece haber sido temerario cuanto menos, y posiblemente un crimen de guerra».
La Fuerzas de Defensa de Israel (FDI) publicaron un supuesto comunicado de los medios palestinos que mostraban a al-Najjar admitiendo que había acudido a la protesta para actuar como escudo humano contra los soldados israelíes bajo la orden de Hamás. En realidad, las palabras de al-Najjar fueron «Estoy aquí en la línea de fuego como escudo humano protector que salva a los heridos», pero el ejército israelí editó el vídeo para que terminase justo tras las palabras «escudo humano». Otras imágenes mostrarían que ella arrojó una supuesta granada de humo contra las FDI poco antes de que fuera asesinada. Tras la publicación de la investigación de The New York Times, el ejército israelí anunció que investigaría la muerte de al-Najjar.

## Voluntariado
Su entrenamiento formal después de su voluntariado fue como paramédica en Jan Yunis en el hospital Nasser y se convirtió en un miembro activo de la Sociedad Palestina de Asistencia Médica, una organización de salud no gubernamental. Llevaba la bata blanca de los médicos y un chaleco médico con vendas, y asistía a los heridos durante las protestas en la cerca fronteriza entre Gaza e Israel durante el Ramadán.

## Reconocimiento de la ONU
El 2 de junio de 2018, un grupo de agencias de las Naciones Unidas en la ciudad de Nueva York emitió un comunicado de prensa expresando su angustia por su muerte, confirmando que al-Najjar era "un miembro del personal médico claramente identificado", y afirmó que el asesinato de la enfermera era "especialmente censurable". El enviado de la ONU para Medio Oriente eligió su caso para llamar la atención, tuiteando "Los trabajadores médicos son notatarios".
Los portavoces militares israelíes respondieron pero no proporcionaron ningún informe oficial sobre el tiroteo; sí dijeron que los hechos serían investigados. Israel había advertido en repetidas ocasiones que cualquier persona que se acercara a la valla se arriesgaba a la muerte. Los habitantes de Gaza llamaban a esto una protesta pacífica mientras que los israelíes se referían a las protestas como disturbios. Las protestas comenzaron el 30 de marzo de 2018. El 1 de junio, una resolución del Consejo de Seguridad de la ONU propuso condenar al estado de Israel por el uso de "fuerza excesiva, desproporcionada e indiscriminada" contra los manifestantes palestinos en la cerca fronteriza. Fue vetado por un miembro permanente del consejo de seguridad de la ONU y aliado clave de Israel, los Estados Unidos.

## Muerte
Razan fue la primera en responder en la "Gran Marcha del Retorno" que resultó en las protestas de 2018 en la frontera con Gaza. El 1 de junio de 2018, mientras vestía su uniforme médico blanco claramente identificable con las manos levantadas en el aire, como una señal de que estaba desarmada, Razan corrió hacia un manifestante palestino herido para tratarlo, pero solo logró llegar hasta 100 metros de distancia de la frontera antes de que un francotirador israelí le disparara fatalmente desde el otro lado de la cerca.
Tenía 21 años en el momento de su muerte. Iyad Abuheweila, un periodista, la había entrevistado durante las protestas. Razan participó del campamento de Jan Yunis y habló sobre su papel en la cerca, disfrutando la idea de que una mujer podría desafiar los peligros.
"En nuestra sociedad, a menudo se juzga a las mujeres", afirmó." Pero la sociedad tiene que aceptarnos. Si no quieren aceptarnos por elección, se verán obligados a aceptarnos porque tenemos más fuerza que cualquier hombre."
"La fuerza que  mostré el primer día de las protestas, te reto a que la encuentres en cualquier otro." Miles de gazatíes asistieron a su funeral junto con cientos de miembros del personal médico, con su cuerpo envuelto en una bandera palestina. Junto al féretro su padre llevaba su bata médica manchada de sangre, mientras que otros dolientes exigían venganza.
La muerte de Razan se produjo antes de que ella y su prometido, Izzat Shatat, anunciaran su compromiso para el final del Ramadán.
El 1 de junio de 2018, las fuerzas israelíes también mataron a tiros a su primo, Ramzi al-Najjar, después de atravesar la muralla fronteriza de Israel con Gaza.